# Airco DH.6
L'Airco DH.6 est un avion biplace d'entraînement militaire britannique de la Première Guerre mondiale qui fut très largement utilisé par l’aviation légère dans tout le Commonwealth durant les années 1920. 

## Origine
En 1916 le Field Marshal Sir Douglas Haig, commandant le Corps Expéditionnaire britannique en Europe, réclama le doublement des effectifs du RFC en France et l’Army Council autorisa d’augmenter le nombre des Reserve (training) Squadrons chargés de former les pilotes à 95[Quoi ?]. Pour répondre au besoin de produire rapidement des avions d'entraînement Geoffrey de Havilland dessina un classique biplan entoilé à ailes égales non décalées. L’idée étant de réaliser un avion simple à construire, d’où des lignes anguleuses et un cockpit sommaire, mais aussi à entretenir et à réparer, donc les plans supérieurs et inférieurs étant interchangeables. Le souci de simplifier au maximum la construction était si évident que la dérive, initialement de forme arrondie, devint triangulaire en cours de production. Le DH.6 est probablement le premier avion à avoir été spécifiquement dessiné comme avion d'entraînement militaire.
Le prototype prit l’air en 1916, équipé d’un moteur facilement disponible et bien connu des mécaniciens du RFC, le 8 cylindres en V RAF 1a de 90ch qui équipait en effet le B.E.2. L’appareil était facile à piloter, mais s’il était engagé en piqué il partait dans une vrille mortelle. Ce défaut fut rapidement corrigé après essais à Farnborough, tellement bien corrigé que le DH.6 devint quasiment impossible à décrocher ou à mettre en vrille. Sous-motorisé, construit sans soucis d’aérodynamique, cet appareil était en réalité un avion très lent et trop sûr pour faire un bon appareil d'entraînement.

## Production
Près de 2 500 DH.6 furent commandés à Airco mais aussi 7 sous-traitants : 
- Airco : 598
- Gloucestershire Aircraft Company : 150
- Grahame-White Aviation : 700
- Harland & Wolff : 300
- Kingsbury Aviation : 150
- Morgan & Co : 200
- Ransomes, Sims and Jeffries : 250
- Savage Ltd : 100

Malheureusement la production connut de nombreuses difficultés : En premier lieu l’entrée en guerre des États-Unis interrompit l’approvisionnement en épicéa, bois acheté dans ce pays. On tenta de le remplacer par du cyprès des marais mais le résultat fut désastreux. Par manque de moteurs, les derniers appareils construits durent se contenter du Curtiss OX-5 de 90 ch, devenant DH.6A, parfois même de moteurs Renault 80 ch. Enfin certaines modifications apportées à l’appareil furent réalisées avec plus ou moins de bonheur par les sous-traitants. Ainsi les appareils produits par Airco et Grahame-White se reconnaissent à un dos de fuselage arrondi, les dernières productions ayant une partie supérieure du fuselage plate.

## Des surnoms peu honorables
Le DH.6 est un des avions à avoir reçu le plus grand nombre de surnoms peu respectueux, largement inspirés par son manque de vitesse, mais aussi ses lignes disgracieuses : 
- the clutching hand
- the sky hook (très utilisé par les Australiens)
- the crab
- the clockwork mouse
- the chummy hearse
- the flying coffin
- the dung hunter

## En service
- Australie : Le DH.6 fut utilisé par le 48 Training Squadron australien à Waddington (serials C2018, C7299, C7363 et C9381)
- Canada : Un exemplaire fut assemblé au Canada dans le cas où le Curtiss JN-3 Jenny (en) aurait failli à sa tache d’avion standard d'entraînement.
- Espagne : 60 appareils furent construits sous licence en Espagne avec un moteur Hispano-Suiza 8Ab de 180 ch.
- Royaume-Uni : Le DH.6 fut massivement envoyé dans les écoles du RFC, dont les instructeurs étaient principalement des pilotes de première ligne envoyés « au repos ». Mais en 1917 fut créé à Gosport, Hampshire, la School of Special Flying chargée de former de véritables instructeurs. Avec l’introduction de l’Avro 504K et l’apprentissage de techniques de vol nouvelles comme la sortie de vrille, le DH.6 n’avait plus sa place dans les écoles militaires. Pourtant plus d’un millier étaient encore en service à la fin de la Première Guerre mondiale. Le RFC, puis la RAF, utilisèrent même cet appareil pour des missions de reconnaissance anti-sous-marine. Dans ce rôle il devenait monoplace et quelques bombes légères étaient emportées par le pilote.

## Dans le civil
La guerre terminée un grand nombre de DH.6 se retrouvèrent sur le marché civil, dont un certain nombre exportés, en particulier en Afrique du Sud ou en Australie, où ils étaient toujours utilisés dans les années 1930.